# 福建省惠安第一中学
25°01′35″N 118°47′27″E / 25.02639°N 118.79083°E
福建省惠安第一中学（Huian No.1 High School of Fujian）是一所位于福建省泉州市惠安县螺城镇的完全中学，创办于1916年11月8日。校园环境优雅，文化底蕴浓厚，人才辈出，是目前泉州地区水平较高的高中校之一。

## 历史沿革

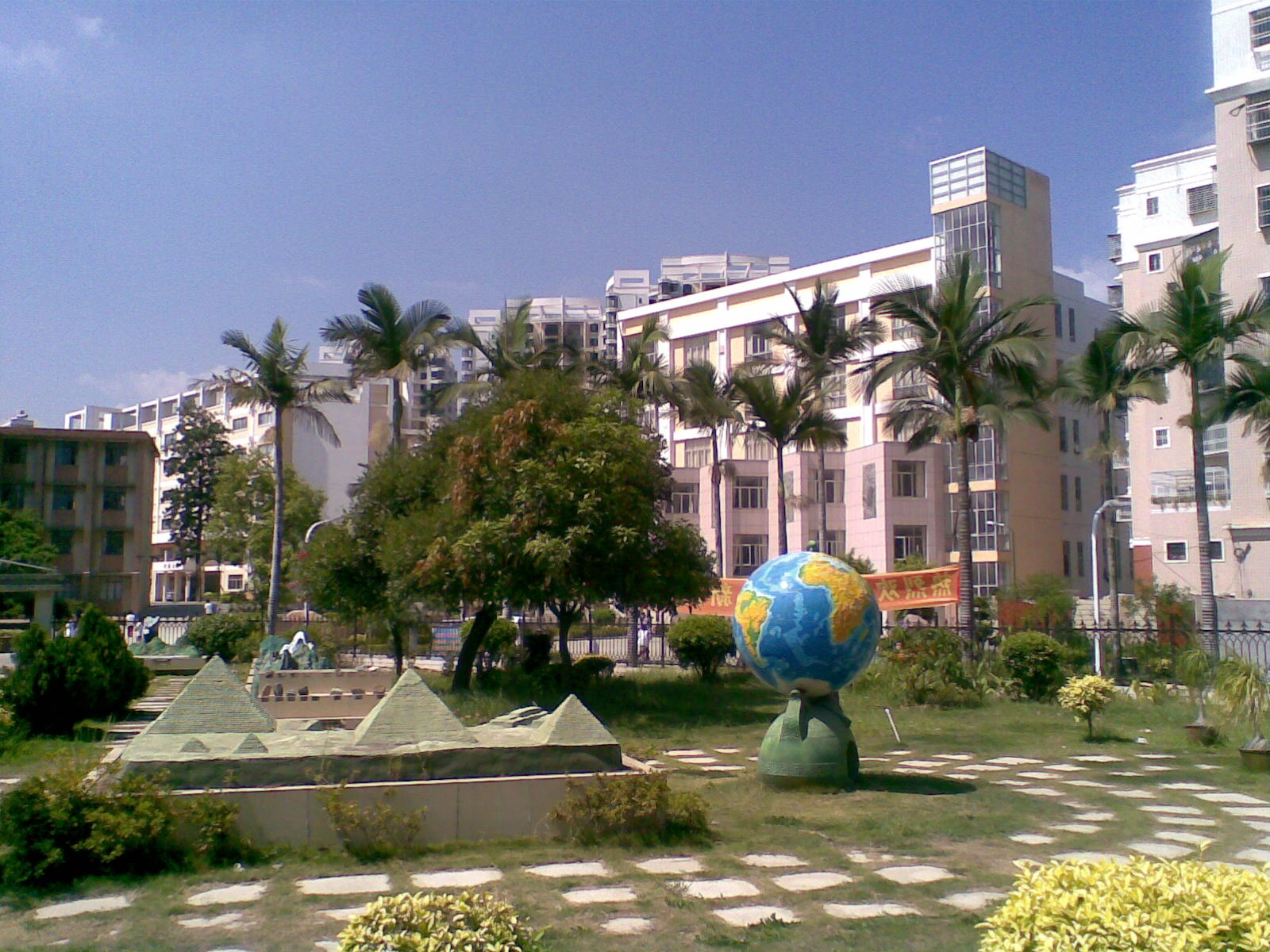
惠安一中地理生物园

惠安一中前身为1916年创立的惠安县立中学。1923年，学校更名为惠安县立初级中学。1927年，私立螺阳中学并入并更名惠安公立初级中学。1930年，惠安公立初级中学更名为惠安县立螺阳初级中学。1933年，复名惠安县立初级中学。1934年，改办为惠安县简易师范学校。1937年，再次复名惠安县立初级中学。抗日战争爆发后，学校迁往黄塘镇蓝田村。1943年，私立侨光中学和私立复兴中学并入。1945年，在考棚（现校址）建设新校舍。1947年，学校增设高中班，为惠安县第一所完全中学，更名惠安县立中学。1952年，改名为省立惠安第一中学。
1953年，惠安第一中学被列为省重点中学。1993通过省二级达标中学验收。2000年5月，通过福建省一级达标中学市级验收。2008年通过升一级达标复查。
2009年9月原惠安广海中学高中部并入惠安一中,建设为惠安一中广海校区。
2017年11月7日达利集团创始人、董事长许世辉家族捐十亿善款，希望同建惠安一中城西新校区（亮亮中学）及设立教育基金（遭舆论反对，项目搁置）。2015年复办初中部，2018年再次通过省一级达标复查并入选福建省示范性高中候选建设学校。

## 校园风光
一座六千平方米的曾纪华科学楼，内有符合教学需要的生理化实验室、天文台和通用技术、音乐、美术等专用教室电脑室；有新旧两栋教学楼配备现代化的多媒体教学设施；有校园网络中心，配备电子备课室，公用多媒体教室，计算机教室，学生网络阅览室，校园安全监控室，校园网络初具规模；有实现计算机管理化的图书馆藏书丰富，方便师生查阅资料；有功能的多功能的综合楼，可供全校师生休息、学习、娱乐、健身、用餐；有综合高效管理的行政楼；有新旧两栋学生公寓，学生生活设施健全；有供教学，休闲有的地理生物园。符合标准的6道400米塑胶跑道、风雨跑道，排球场、篮球场、及羽毛球场。

## 办学成就
- “福建省重点中学”、“福建省一级达标校”、“文明单位”、“文明学校”
- 全国群众体育先进集体”、“国家体育锻炼”先进单位
- 泉州市“先进教工之家”和“创建安全学校”先进单位

高考成绩优良，本一上线率居泉州地区前列。

## 杰出校友
惠安一中的杰出校友有中科院院士黄荣辉、陈木法，化学家黄金陵等专家学者、厦门市市长朱亚衍、福建省政协副主席陈荣春、辽宁省副省长郭廷标等。